# Le Triomphantklasse
De Le Triomphantklasse is een klasse strategische kernonderzeeërs met ballistische raketten van de Franse marine. De vier boten volgden de zes boten van de Le Redoutableklasse op, die tussen 1971 en 2008 in dienst waren geweest. Ze maken deel uit van het maritieme deel van de Force de frappe, Frankrijks nucleaire afschrikkingsmacht.

## Constructie

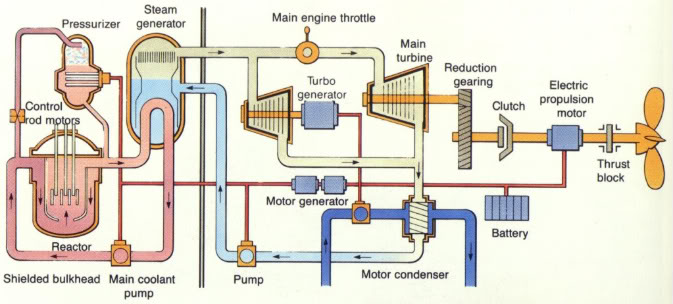
Schema van de kernaandrijving.

De romp is gemaakt van HLES 100-staal van Industeel, thans een onderdeel van ArcelorMittal uit de fusie met het Franse Usinor. Hij kan een druk tot 1 GPa weerstaan en is bekleed met akoestische tegels die sonargolven absorberen. De boten zijn naar verluidt duizend maal stiller dan hun voorgangers uit de Le Redoutableklasse.

De aandrijving is nucleair. Een K15-drukwaterreactor van 150 megawatt drijft via een stoomgenerator een turbine aan, die op zijn beurt de elektromotor die de schroef aandrijft van stroom voorziet. De schroef is voorzien van een schroefpomp die zorgt dat er geen cavitatie optreedt, waardoor de boten nog stiller zijn.

## Bewapening

Een vergelijking tussen de Le Redoutableklasse met zijn M45-raketten links en de Le Triomphantklasse met de nieuwe M51 rechts.

Als strategische raketonderzeeërs bestaat de hoofdbewapening uit zestien lanceercellen met M45- of M51-ballistische raketten. Elke raket heeft een MIRV-kop met zes (M45) tot tien (M51) TN 75-kernkoppen van 110 kiloton TNT-equivalent. De M45 heeft een bereik van ruim 6000 km; de M51 tot 9000 km. Enkel de laatst gebouwde boot is uitgerust met de M51-raket. Het is de bedoeling om de M45's op de eerdere drie erdoor te vervangen.
Op 27 januari 2010 vond de eerste proeflancering van de M51 vanuit een onderzeeër plaats. Le Terrible lag in de Baai van Audierne, vlak bij de thuisbasis bij Brest, en de raket belandde na een vlucht van nog geen twintig minuten 2000 kilometer westwaarts in zee. Een test vanuit Le Vigilant op 5 mei 2013 mislukte. De raket vernietigde zichzelf toen deze reeds boven water was gekomen.

Naast de strategische kernraketten waarvoor de onderzeeërs gebouwd zijn, zijn de boten ook voorzien van vier 533 mm-torpedobuizen voor DTCN F17- of DCNS F21-torpedo's. Ze kunnen tevens gebruikt worden om Exocet SM39-antischipraketten te lanceren. De raket is hier omgeven door een capsule die hem boven water brengt en daarop afgeworpen wordt.

## Eenheden
- Le Triomphant (S616), tussen 1986 en 1994 gebouwd en in 1997 in dienst genomen.
- Le Téméraire (S617), tussen 1993 en 1998 gebouwd en in 1999 in dienst genomen.
- Le Vigilant (S618), tussen 1996 en 2003 gebouwd en in 2004 in dienst genomen.
- Le Terrible (S619), tussen 2000 en 2008 gebouwd en in 2010 in dienst genomen.

Oorspronkelijk waren zes eenheden gepland, maar volgend op het einde van de Koude Oorlog werd dat aantal naar beneden bijgesteld tot vier. De totale kosten, onderzoek en ontwikkeling inbegrepen, bedroegen circa 9,8 miljard euro in de geldwaarde van 1986. Met een stukprijs van meer dan drie miljard euro waren het de duurste onderzeeërs ooit gebouwd.
De vier boten zijn gestationeerd op de marinebasis bij Brest. Er is te allen tijde minstens één boot operationeel in de Atlantische Oceaan. Op die manier kan op elk moment indien nodig een vergeldingskernaanval worden gelanceerd. De enige die het gebruik van de Franse kernwapens kan bevelen is de Franse president.
Begin februari 2009 botste Le Triomphant aan zeer lage snelheid met de Britse kernonderzeeër HMS Vanguard. Beide boten konden naar hun thuishaven terugkeren. Le Triomphant had schade aan de sonarkoepel opgelopen.